# Етимология
Етимология (от гръцки ετυμον – истинско, първоначално, действително значение, и logos – „наука“) е наука за произхода и развитието на думите.
Изследват се по-ранните форми на думата, измененията в значението и конотациите ѝ, значението и произхода на морфемния ѝ състав; разпространение в чужди езици и влияние от тях, повлияване на нейното значение от употребата и значението на други думи.
Изучава произхода на думите, но не като система, а като отделни лингвистични явления.